# Moczarek angolański
Moczarek angolański (Pelomys campanae) – gatunek gryzonia z rodziny myszowatych. Występuje w Angoli i Demokratycznej Republice Konga. Zamieszkuje głównie sawannę, w Angoli również w pobliżu wybrzeży. Pojawia się także na obszarach uprawnych i w ogrodach. Biologia gatunku jest słabo poznana.